# Scotinotylus alpigena
Scotinotylus alpigena là một loài nhện trong họ Linyphiidae.
Loài này thuộc chi Scotinotylus. Scotinotylus alpigena được Ludwig Carl Christian Koch miêu tả năm 1869.